# Sebastian Hans
Sebastian Hans (* 1. Januar 1987 in Berlin) ist ein ehemaliger deutscher Radrennfahrer.

## Sportliche Laufbahn
2004 gewann Sebastian Hans eine Etappe der Internationalen Niedersachsen-Rundfahrt der Junioren und wurde Dritter der Gesamtwertung. Zudem wurde er deutscher Junioren-Vizemeister im Straßenrennen. Bei den UCI-Straßen-Weltmeisterschaften der Junioren in Salzburg gewann Hans die Bronzemedaille im Straßenrennen. 2007 fuhr er für das Continental Team Akud Rose und 2008 für das Team Mapei Heizomath. 2009 gewann er eine Etappe der Mainfranken-Tour und die Harzrundfahrt. Ende der Saison 2009 beendete er seine Karriere.

## Erfolge
2005
- Junioren-Weltmeisterschaft – Straßenrennen
- eine Etappe Internationale Niedersachsen-Rundfahrt der Junioren

2009
- eine Etappe Mainfranken-Tour
- Harzrundfahrt

## Teams
- 2007 Akud Rose
- 2008 Team Mapei Heizomath
- 2009 Heizomat Mapei